# Philogenia polyxena
Philogenia polyxena är en trollsländeart som beskrevs av Philip Powell Calvert 1924. Philogenia polyxena ingår i släktet Philogenia och familjen Megapodagrionidae. Inga underarter finns listade i Catalogue of Life.